# 大维斯滕费尔德
大维斯滕费尔德是德国梅克伦堡-前波莫瑞州的一个市镇。总面积26.62平方公里，总人口915人，其中男性468人，女性447人（2011年12月31日），人口密度34人/平方公里。